# Josefina

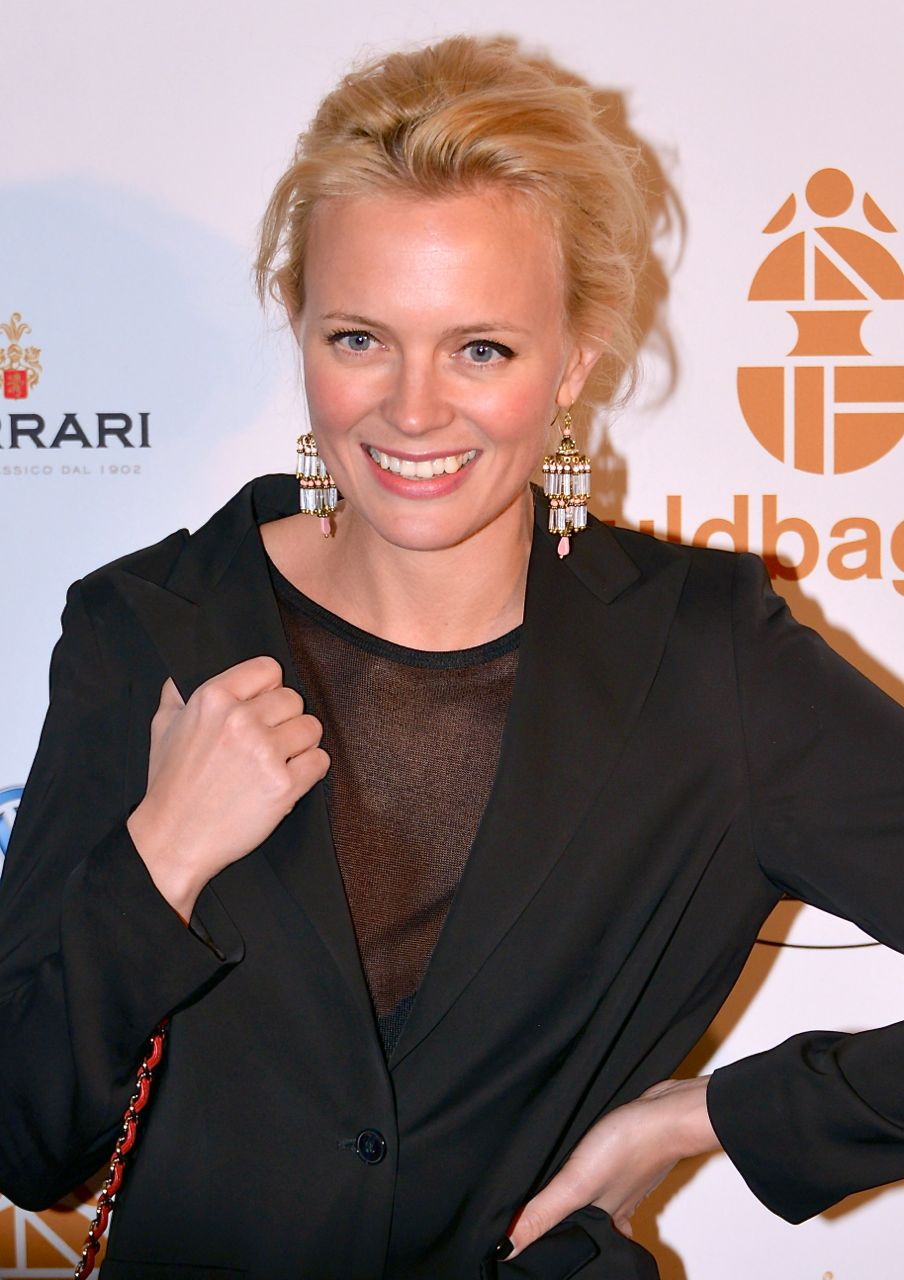
Josephine Bornebusch, 2013.

Josefina  är ett kvinnonamn, bildat av mansnamnet Josef, liksom det idag populärare Josefin. Josef har hebreiskt ursprung och betydelsen må han föröka.
Namnet infördes 1824 som namnsdag den 21 augusti i den svenska almanackan för att hedra Josefina av Leuchtenberg som året innan hade gift sig med kronprins Oskar. Namnsdagen flyttades 1993 till 19 mars, samma som Josef. I den finlandssvenska namnsdagslängden har Josefina namnsdag 19 mars sedan starten 1929, då en egen namnsdagskalender togs i bruk för finlandssvenskar, med en paus 1950–1972.
31 december 2005 fanns det totalt 8 955 personer i Sverige med namnet, varav 1115 med det som tilltalsnamn. År 2003 fick 182 flickor namnet, varav 23 fick det som tilltalsnamn.

## Personer med namnet Josefina
- Joséphine de Beauharnais, fransk kejsarinna
- Josephine Bornebusch, svensk skådespelare
- Josefina av Leuchtenberg, svensk drottninggemål 1844 till kung Oskar I
- Josefina Deland (1814 - 1890), feminist
- Josefina Eiremo, innebandyspelare
- Josefina Holmlund, landskapsmålare
- Josefina Johansson, skådespelerska
- Josefina Pla, paraguayansk poet
- Josefina Wettergrund, författare